# R̃
La R con virgulilla (Mayúscula: R̃ minúscula: r̃), es un grafema utilizado en la escritura Lituana, Hausa, Ngizim y Tangoa. Esta es la letra R diacrítico con una virgulilla.

## Uso
En lituano, la R con virgulilla «R̃, r̃» rara vez se usa y se encuentra en algunos textos de gramática, diccionarios o libros de texto. La virgulilla se utiliza como el circunflejo griego, indica el acento tónico largo. Por lo tanto, la R con virgulilla indica una /r/ que forma parte de un diptongo con acento tónico.

## Codificación
La R con virgulilla se puede representar en unicode con los siguientes caracteres unicode:
| forma     | representación | Puntos de código | descripción                             |
| --------- | -------------- | ---------------- | --------------------------------------- |
| Mayúscula | R̃              | U+0052 U+0303    | Letra mayúscula latina R con virgulilla |
| minúscula | r̃              | U+0072 U+0303    | Letra minúscula latina R con virgulilla |